# Anatomie d'une chute
Anatomie d'une chute is een Franse film uit 2023, geregisseerd en mede geschreven door Justine Triet.

## Verhaal
Sandra is een Duitse schrijfster die wordt gearresteerd voor moord nadat haar man in de sneeuw onder mysterieuze omstandigheden overlijdt. Ze probeert tijdens het proces haar onschuld te bewijzen.

## Rolverdeling
| Acteur              | Personage             |
| ------------------- | --------------------- |
| Sandra Hüller       | Sandra Voyter         |
| Swann Arlaud        | Vincent Renzi         |
| Antoine Reinartz    | officier van justitie |
| Milo Machado-Graner | Daniel Malesk         |
| Jehnny Beth         | Marge Berger          |
| Saadia Bentaieb     | Nour                  |
| Samuel Theis        | Samuel Maleski        |

## Productie
Op 10 juli 2021 meldde Variety dat Les Films Pelleas en Les Films de Pierre samen de vierde speelfilm van Justine Triet, Anatomie d'une chute, zouden produceren, geschreven door Triet en Arthur Harari. De film werd beschreven als "een Hitchcockiaanse procedurele thriller". Het is Triets tweede samenwerking met Sandra Hüller, na de film Sibyl uit 2019.
De filmopnames gingen van start eind februari 2022 en eindigden op 13 mei 2022. De opnames vonden voornamelijk plaats in de regio Auvergne-Rhône-Alpes, in Maurienne en Villarembert in het departement Savoie en in Montbonnot-Saint-Martin en Grenoble in het departement Isère. Er werd ook opgenomen in de Charente-Maritime en in Parijs.

## Release en ontvangst
Anatomie d'une chute ging op 21 mei 2023 in première in de officiële competitie van het Filmfestival van Cannes en won de Gouden Palm. De film kreeg positieve kritieken van de filmcritici, met een score van 100% op Rotten Tomatoes, gebaseerd op 24 beoordelingen. Bij de uitreiking van de 36e Europese Filmprijzen in Berlijn in december 2023 won de film behalve de prijs voor beste film ook de prijzen voor beste regisseur, beste actrice, beste montage en het beste scenario.

## Prijzen en nominaties
De belangrijkste:
| Jaar | Prijs                       | Categorie                         | Genomineerde(n)                                                 | Uitslag     |
| ---- | --------------------------- | --------------------------------- | --------------------------------------------------------------- | ----------- |
| 2024 | Academy Awards (Oscars)     | Beste film                        | Beste film                                                      | Genomineerd |
| 2024 | Academy Awards (Oscars)     | Beste regisseur                   | Justine Triet                                                   | Genomineerd |
| 2024 | Academy Awards (Oscars)     | Beste vrouwelijke hoofdrol        | Sandra Hüller                                                   | Genomineerd |
| 2024 | Academy Awards (Oscars)     | Beste originele scenario          | Arthur Harari en Justine Triet                                  | Gewonnen    |
| 2024 | Academy Awards (Oscars)     | Beste montage                     | Laurent Sénéchal                                                | Genomineerd |
| 2024 | Césars                      | Beste film                        | Beste film                                                      | Gewonnen    |
| 2024 | Césars                      | Beste regisseur                   | Justine Triet                                                   | Gewonnen    |
| 2024 | Césars                      | Beste actrice                     | Sandra Hüller                                                   | Gewonnen    |
| 2024 | Césars                      | Beste acteur in een bijrol        | Swann Arlaud                                                    | Gewonnen    |
| 2024 | Césars                      | Beste acteur in een bijrol        | Antoine Reinartz                                                | Genomineerd |
| 2024 | Césars                      | Beste jong mannelijk talent       | Milo Machado Graner                                             | Genomineerd |
| 2024 | Césars                      | Beste origineel script            | Arthur Harari en Justine Triet                                  | Gewonnen    |
| 2024 | Césars                      | Beste decors                      | Emmanuelle Duplay                                               | Genomineerd |
| 2024 | Césars                      | Beste cinematografie              | Simon Beaufils                                                  | Genomineerd |
| 2024 | Césars                      | Beste montage                     | Laurent Sénéchal                                                | Gewonnen    |
| 2024 | Césars                      | Beste geluid                      | Julien Sicart, Fanny Martin, Jeanne Deplancq en Olivier Goinard | Genomineerd |
| 2024 | British Academy Film Awards | Beste film                        | Beste film                                                      | Genomineerd |
| 2024 | British Academy Film Awards | Beste regisseur                   | Justine Triet                                                   | Genomineerd |
| 2024 | British Academy Film Awards | Beste originele scenario          | Arthur Harari en Justine Triet                                  | Gewonnen    |
| 2024 | British Academy Film Awards | Beste vrouwelijke hoofdrol        | Sandra Hüller                                                   | Genomineerd |
| 2024 | British Academy Film Awards | Beste casting                     | Cynthia Arra                                                    | Genomineerd |
| 2024 | British Academy Film Awards | Beste montage                     | Laurent Sénéchal                                                | Genomineerd |
| 2024 | British Academy Film Awards | Beste niet-Engelstalige film      | Beste niet-Engelstalige film                                    | Genomineerd |
| 2024 | Premios Goya                | Beste Europese film               | Beste Europese film                                             | Gewonnen    |
| 2024 | Prix Lumières               | Beste film                        | Beste film                                                      | Gewonnen    |
| 2024 | Prix Lumières               | Beste regisseur                   | Justine Triet                                                   | Genomineerd |
| 2024 | Prix Lumières               | Beste actrice                     | Sandra Hüller                                                   | Gewonnen    |
| 2024 | Prix Lumières               | Beste jong mannelijk talent       | Milo Machado Graner                                             | Genomineerd |
| 2024 | Prix Lumières               | Beste scenario                    | Justine Triet en Arthur Harari                                  | Gewonnen    |
| 2024 | Prix Lumières               | Beste cinematografie              | Simon Beaufils                                                  | Genomineerd |
| 2024 | Golden Globes               | Beste film – drama                | Beste film – drama                                              | Genomineerd |
| 2024 | Golden Globes               | Beste actrice in een film – drama | Sandra Hüller                                                   | Genomineerd |
| 2024 | Golden Globes               | Beste script                      | Justine Triet en Arthur Harari                                  | Gewonnen    |
| 2024 | Golden Globes               | Beste film – niet-Engelstalig     | Beste film – niet-Engelstalig                                   | Gewonnen    |
| 2024 | Critics Choice Awards       | Beste vrouwelijke hoofdrol        | Sandra Hüller                                                   | Genomineerd |
| 2024 | Critics Choice Awards       | Beste jonge acteur / actrice      | Milo Machado Graner                                             | Genomineerd |
| 2024 | Critics Choice Awards       | Beste niet-Engelstalige film      | Beste niet-Engelstalige film                                    | Gewonnen    |
| 2023 | 36e Europese Filmprijzen    | Beste film                        | Justine Triet                                                   | Gewonnen    |
| 2023 | 36e Europese Filmprijzen    | Beste regie                       | Justine Triet                                                   | Gewonnen    |
| 2023 | 36e Europese Filmprijzen    | Beste scenario                    | Arthur Harari en Justine Triet                                  | Gewonnen    |
| 2023 | 36e Europese Filmprijzen    | Beste actrice                     | Sandra Hüller                                                   | Gewonnen    |
| 2023 | 36e Europese Filmprijzen    | Beste montage                     | Laurent Sénéchal                                                | Gewonnen    |
| 2023 | Filmfestival van Cannes     | Gouden Palm                       | Justine Triet                                                   | Gewonnen    |
| 2023 | Filmfestival van Cannes     | Palme Dog                         | Messi                                                           | Gewonnen    |